# Фонтеш, Эрика
Э́рика Фо́нтеш (порт. Erica Fontes, род. 14 мая 1991 года) — португальская порноактриса, режиссёр и продюсер порнофильмов, модель, лауреатка премии XBIZ Award.

## Биография и карьера
Родилась 14 мая 1991 года в Лиссабоне, Португалия.
Начала карьеру в порноиндустрии в 2009 году, через неделю после того, как ей исполнилось 18 лет. Дебютный фильм — португальская картина «Diário Sexual de Maria».
В 2013 году получила премию XBIZ в номинации «лучшая иностранная исполнительница года».
Является автором автобиографической книги на португальском «De corpo e alma» («Тело и душа») (опубликована в 2013 году). Книга издана на португальском и английском языках.
В конце 2013 года было объявлено, что Эрика Фонтес является самой популярной личностью года в глобальном интернет-поисковике Google на территории Португалии, опережая Криштиану Роналду, Ким Кардашян и других.
Основала собственную компанию по производству порнофильмов.
В 2014 году выступила в качестве модели во время презентации весна/лето 2016 дизайнера Дино Алвеша во время Лиссабонской Недели моды.
Живёт в Лиссабоне. Замужем за порноактёром Angelo Ferro. Говорит на португальском, английском и испанском языках.
Имеет пирсинг в пупке, на лобке и в правой ноздре, а также татуировки — на пояснице (глаза), на правой стороне живота, на левом боку и на тыльной стороне левой руки.

## Премии и номинации
| Год  | Церемония  | Результат | Номинация                        | Фильм |
| ---- | ---------- | --------- | -------------------------------- | ----- |
| 2013 | XBIZ Award | Победа    | Иностранная исполнительница года |       |
| 2014 | XBIZ Award | Номинация | Иностранная исполнительница года |       |
| 2015 | XBIZ Award | Номинация | Иностранная исполнительница года |       |
| 2016 | XBIZ Award | Номинация | Иностранная исполнительница года |       |